# اواجیک (باشماکچی)
اواجیک (به ترکی استانبولی: Ovacık) یک منطقهٔ مسکونی در ترکیه است که در باشماکچی واقع شده‌است. اواجیک ۳۴۸ نفر جمعیت دارد.